# Колупаєв Іларіон Омелянович
Іларіон Омелянович Колупаєв (нар. 1901, село Сухий Донець Богучарського повіту Воронезької губернії, тепер Воронезької області, Російська Федерація — 1979, місто Кіровоград) — український радянський партійний діяч, 2-й секретар Кіровоградського обкому КП(б)У.

## Біографія
Народився в родині селянина. У січні 1913 — червні 1920 р. — селянин в господарстві батька в селі Сухий Донець Богучарського повіту Воронезької губернії.
У червні 1920 — березні 1924 р. — червоноармієць ескадрону зв'язку 14-ї Майкопської кавалерійської дивізії РСЧА.
У березні — вересні 1924 р. — селянин в селі Сухий Донець Богучарського повіту. У вересні 1924 — вересні 1925 р. — секретар сільської ради на хуторі Криничний Воронезької губернії.
Член РКП(б) з травня 1925 року.
У вересні 1925 — серпні 1926 р. — завідувач хати-читальні, у серпні — грудні 1926 р. — завідувач фінансової частини Криушського волосного виконкому, у грудні 1926 — жовтні 1927 р. — завідувач Криушської районної бібліотеки Воронезької губернії, секретар волосного осередку ВКП(б).
У жовтні 1927 — червні 1929 р. — учень Воронезької радянської партійної школи 2-го ступеня. У червні 1929 — квітні 1931 р. — завідувач відділу культури і пропаганди Будьонновського районного комітету ВКП(б) Острогозького округу.
У квітні 1931 — серпні 1933 р. — студент Комуністичного університету імені Свердлова у Москві.
У липні 1933 — липні 1934 р. — заступник начальника політичного відділу з партійно-масової роботи Ачалуцького зернорадгоспу Ачалуцького району Інгушської автономної області. У липні 1934 — березні 1938 р. — начальник політичного відділу зернорадгоспу в селі Блюменфельд Одеської (потім — Миколаївської) області.
У березні 1938 — січні 1939 р. — 1-й секретар Кіровського міського комітету КП(б)У Миколаївської області.
У січні — березні 1939 р. — 2-й секретар Організаційного бюро ЦК КП(б)У по Кіровоградській області. У березні 1939 — серпні 1941 р. — 2-й секретар Кіровоградського обласного комітету КП(б)У.
З серпня 1941 р. — у Червоній армії, учасник німецько-радянської війни. У серпні 1941 — квітні 1942 р. — інструктор політичного відділу польового будівельного управління № 40 5-ї саперної армії. У квітні — липні 1942 р. — член оперативної групи політичної ради Південно-Західного фронту. У липні — листопаді 1942 р. — член Військової ради 18-ї армії Чорноморської групи. У листопаді 1942 — жовтні 1943 р. — член Військової ради 1-ї гвардійської армії Південно-Західного фронту.
У жовтні 1943 (березні 1944) — липні 1947 р. — 2-й секретар Кіровоградського обласного комітету КП(б)У.
У липні 1947 — березні 1950 р. — голова Ради у справах колгоспів при Раді Міністрів СРСР по Миколаївській області.
У березні 1950 — березні 1954 р. — завідувач профкабінету Кіровоградської обласної ради професійних спілок. У березні 1954 — лютому 1960 р. — секретар Кіровоградської обласної ради професійних спілок.
З лютого 1960 року — персональний пенсіонер у місті Кіровограді, де й помер у грудні 1979 року.

## Звання
- полковник

## Нагороди
- орден Червоної Зірки (21.04.1943)
- ордени
- медалі